# Kitty's Back
Kitty's Back è una canzone del cantautore statunitense Bruce Springsteen, pubblicata nel 1973 sul suo album The Wild, the Innocent & the E Street Shuffle.

## Storia
Kitty's Back fu una delle ultime canzoni scritte e registrate per l'album. Fu incisa in varie sessioni nell'estate del 1973 e terminata a settembre con il decisivo apporto di David Sancious, il tastierista da poco rientrato nel gruppo di accompagnamento di Springsteen.
La canzone fece regolarmente parte della scaletta dei concerti fino alle ultime date della tournée di promozione dell'album Born to Run nel 1975, quando veniva eseguita con un arrangiamento diverso rispetto all'originale, dilatata fino a una durata di 17 minuti, e con una citazione di Moondance di Van Morrison, artista che tanto aveva influenzato Springsteen all'inizio della sua carriera. Insieme a Rosalita (Come Out Tonight) e a Thundertrack (che non fu inclusa nell'album), Kitty's Back era uno dei pezzi più scatenati dei concerti, pensati per «stremare il pubblico». Sostituita dalle nuove canzoni di Born to Run, fu eseguita di rado nel 1976 e nella tournée di Darkness on the Edge of Town del 1978, poi non fu più presente nei concerti per oltre vent'anni. Dal 2002 entrò nella rotazione di pezzi che Springsteen eseguiva saltuariamente tra quelli del suo enorme repertorio, soprattutto nelle occasioni in cui il cantautore e la sua band eseguivano dal vivo tutto l'album The Wild, the Innocent & the E Street Shuffle. Nel tour del 2023 la canzone ritornò stabilmente nella scaletta dei concerti nell'arrangiamento originale.

## La canzone
L'ispirazione per Kitty's Back venne a Springsteen quando, durante un trasferimento nel corso di una serie di concerti, il furgone su cui viaggiava passò davanti a uno strip club e che sull'insegna annunciava il ritorno di una ballerina famosa. Il testo, come avveniva spesso nelle composizioni di quegli anni, è popolato di personaggi con soprannomi bizzarri che si aggirano per vicoli bui. Il protagonista è Catlong, disperato perché Kitty l'ha lasciato e se n'è andata via per sposare un "pezzo grosso"; alla fine Kitty torna in città e Catlong, nonostante rifletta sulla sua infedeltà, non riesce a resistere al suo fascino.
Springsteen descrisse il brano come un motivo swing e, sia pur distorto dagli strumenti elettrici, di musica da big band, la cosa più vicina al jazz di tutto il suo repertorio. Un tipo di jazz simile a quello usato per spettacoli di burlesque. La vena jazz di David Sancious, che eseguì l'assolo di organo in mezzo al brano, fu determinante per completarne l'arrangiamento.

## Discografia
- 1973 – Bruce Springsteen, The Wild, the Innocent & the E Street Shuffle, LP, Columbia Records KC 32432
- 2006 – Bruce Springsteen and the E Street Band, Hammersmith Odeon London '75, CD (doppio), Columbia Records 82876 77995 2, dal vivo, registrata all'Hammersmith Odeon di Londra nell'autunno del 1975